# Chi Vượn người phương nam
Chi Vượn người phương nam (danh pháp khoa học: Australopithecus) là dạng người vượn đầu tiên, và cũng là một mắt xích quan trọng trên con đường vượn cổ tiến hoá thành người. Australopithecus đã sống cách nay ít nhất 3-4 triệu năm. Nhiều loài Australopithecus khác nhau đã được tìm thấy ở Đông Phi, chúng cùng tồn tại trong thời gian cách đây khoảng 5 triệu năm. 
Chi Australopithecus có một nghĩa rộng hơn là một thành viên của phân tông Australopithecina,  bao gồm chi này cũng như các chi Paranthropus, Kenyanthropus, Ardipithecus, và Praeanthropus)  là một chi của các hominins. Từ bằng chứng cổ sinh vật học và khảo cổ học, chi Australopithecus dường như đã phát triển ở phía đông châu Phi khoảng 4 triệu năm trước trước khi lan rộng ra khắp lục địa và cuối cùng bị tuyệt chủng hai triệu năm trước đây Mặc dù không có nhóm nào thường được chỉ định trực tiếp vào nhóm này sống sót, Australopithecus dường như không bị tuyệt chủng theo nghĩa đen (theo nghĩa là không có hậu duệ còn sống) như các chi Kenyanthropus, Paranthropus và Homo có thể nổi lên như là chị em của các loài Australopithecus đã tuyệt chủng như Australopithecus phi và/hoặc A. sediba. Trong thời gian đó, một số loài australopithecine đã xuất hiện, bao gồm Australopithecus afarensis, A. africanus, A. anamensis, A. bahrelghazali, A. deyiremeda (đề xuất), A. garhi, và A. sediba.
Đối với một số loài vượn hầu nhân khác thời gian này – A. robustus, A. boisei và A. aethiopicus – một số cuộc tranh luận tồn tại liệu chúng thực sự tạo thành thành viên của chi Australopithecus. Nếu vậy, chúng sẽ được coi là 'australopiths cường tráng', trong khi những người khác sẽ là 'australopiths mảnh dẻ'. Tuy nhiên, nếu những loài cường tráng hơn này tạo thành chi riêng của chúng, chúng sẽ thuộc tên chi Paranthropus , một chi được mô tả bởi Robert Broom khi phát hiện đầu tiên được thực hiện vào năm 1938, làm cho những loài này
Các loài trong chi Australopithecus đóng một vai trờ quan trọng trong tiến trình tiến hóa loài người, chi Homo được bắt nguồn từ Australopithecus tại một thời điểm sau ba triệu năm trước.

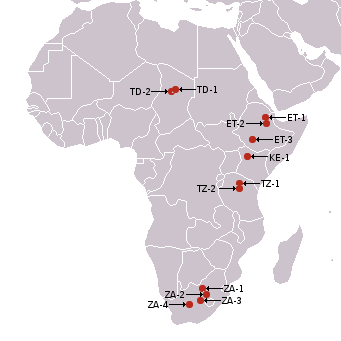
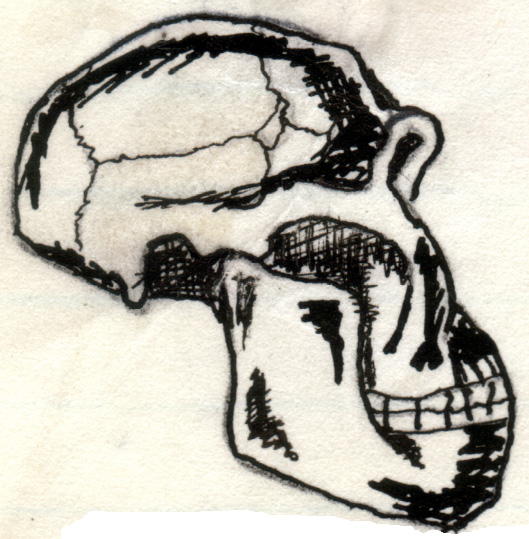
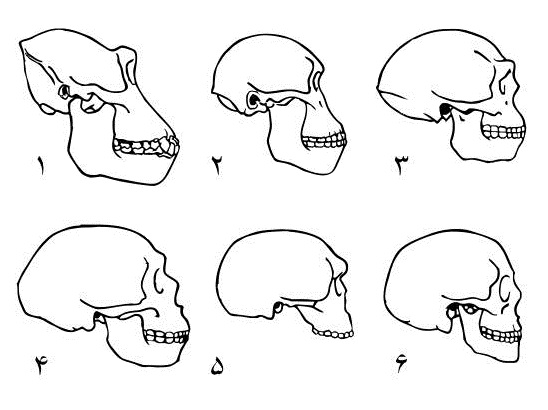